# Andrei Nechita
Andrei Nechita, né le 29 mai 1988 à Vaslui, est un coureur cycliste roumain.

## Biographie
Andrei Nechita mesure 1,83 m pour 71 kg. Il a commencé le cyclisme en 2003.
En 2012, il est sélectionné par son pays pour participer à la course sur route des Jeux olympiques de Londres.
Sélectionné pour la course en ligne des championnats du monde de Florence, il est le seul amateur à terminer la course en prenant la 47e place.

## Palmarès
- 2008
  -  Champion de Roumanie sur route espoirs
  - 2e du championnat de Roumanie sur route
  - 8e du championnat d'Europe sur route espoirs
- 2009
  -  Champion de Roumanie sur route espoirs
- 2010
  -  Champion de Roumanie sur route espoirs
  - 3e du Mémorial Benfenati
  - 3e de la Coppa della Pace
- 2011
  -  Champion de Roumanie sur route
  -  Champion de Roumanie du contre-la-montre
  - Coppa Caduti di Reda
  - Classement général du Tour de Roumanie
  - Gran Premio Calvatone
  - 2e de la Medaglia d'Oro Frare De Nardi
- 2012
  -  Champion de Roumanie du contre-la-montre
  - Trophée de la ville de Castelfidardo
  - 2e étape de la Cupa Orasului Otopeni
  - Gran Premio Madonna del Carmine
  - 4eb étape du Tour de Szeklerland (contre-la-montre par équipes)
- 2013
  -  Champion de Roumanie sur route
  -  Champion de Roumanie du contre-la-montre
  - Medaglia d'Oro Frare De Nardi
  - Gran Premio della Lessinia
  - Gran Premio Calvatone
  - 2e du Gran Premio Ciclistico Arcade
  - 2e du Gran Premio Industria del Cuoio e delle Pelli
  - 3e du Trophée de la ville de Conegliano
  - 3e de la Coppa Collecchio
- 2014
  -  Champion de Roumanie du contre-la-montre
  - 2e du championnat de Roumanie sur route
- 2015
  - 1re étape du Grand Prix cycliste de Gemenc
  - Cupa Max Ausnit
  - Tour de Debrecen
  - 2e du Grand Prix cycliste de Gemenc
  - 3e du championnat de Roumanie sur route
  - 3e du championnat de Roumanie du contre-la-montre
- 2016
  - 1re étape de l'Infernul Muntelui (contre-la-montre)
  - Prologue du Sibiu Cycling Tour
  - Grand Tour Eroica
  - Cursa Dunării Călărășene
  - 3e du Tour du lac Poyang

## Classements mondiaux
| Année           | 2008 | 2009 | 2010 | 2011 | 2012 | 2013 | 2014 | 2015 | 2016   |
| --------------- | ---- | ---- | ---- | ---- | ---- | ---- | ---- | ---- | ------ |
| UCI Europe Tour | 393e | 403e | 220e | 122e | 318e | 208e | 349e | 444e | 1 141e |